# Позорная стена (Лима)
«Стена позора» (исп. Muro de la Vergüenza) — комплекс инженерно-технических барьеров в Лиме (Перу) с проволочными заграждениями поверх, возведенный с заявленной целью «повышения безопасности» в богатых кварталах за счёт усиления внутригородской сегрегации. Крайне левый терроризм и теракты «Сендеро Луминосо» в 1980-х и начале 1990-х годов также были предметом беспокойства, когда были построены первые участки стены. Стена постепенно строилась с 1985 года, чтобы отделить богатые кварталы, такие как Ла-Молина и Сантьяго-де-Сурко, от фавел «пуэблос-ховенес» (pueblos jóvenes), таких как Сан-Хуан-де-Мирафлорес и Вилья-Мария-дель-Триунфо. Она стала известна как «Стена позора», и к 2019 году её длина составляла десять километров. Некоторые сегменты достигают 3 метров в высоту и имеют колючую проволоку. Из-за стены людям, работающим в сфере обслуживания в богатых районах, приходится тратить несколько часов на дорогу до работы. Участки стены были снесены в 2023 году.